# O'Reilly Media
A O'Reilly Media (antes chamada de O'Reilly & Associates) é uma companhia de mídia (editora) americana criada por Tim O'Reilly, que publica livros e websites e organiza conferências sobre temas de informática. Uma marca particular que a distingue é a apresentação de animal em muitas de suas capas de livros.

## Conferências organizadas desde 1997
- «The O'Reilly Open Source Convention»
- «The O'Reilly Emerging Technology Conference»
- «The O'Reilly Emerging Telephony Conference»
- «The Web 2.0 Summit»
- «The Web 2.0 Expo»
- «The MySQL User Conference and Expo»
- «Tools of Change for Publishing»
- RailsConf
- «The Where 2.0 Conference»
- «RailsConf Europe»